# Bouvardia viminalis
Bouvardia viminalis là một loài thực vật có hoa trong họ Thiến thảo. Loài này được Schltdl. mô tả khoa học đầu tiên năm 1854.